# Doliodrilus brachyductus
Doliodrilus brachyductus is een ringworm uit de familie van de Naididae. De wetenschappelijke naam van de soort is voor het eerst geldig gepubliceerd in 2004 door Wang & Erséus.